# Mason McTavish
Mason McTavish, född 30 januari 2003, är en kanadensisk professionell ishockeyforward som spelar för Anaheim Ducks i National Hockey League (NHL). Han har tidigare spelat för EHC Olten i Swiss League (SL) och Peterborough Petes i Ontario Hockey League (OHL).
McTavish draftades av Anaheim Ducks i första rundan i 2021 års draft som tredje spelare totalt.
Han är son till den före detta ishockeyspelaren Dale McTavish, som spelade själv i NHL.

## Statistik
| 2016–2017  | Ottawa Valley Titans U14 AAA  |            | 27 | 27 | 20 | 47 | 32  | 10 | 13 | 9 | 22 | 26 |
|            | Ottawa Valley Titans U15 AAA  |            | 5  | 3  | 1  | 4  | 6   | —  | —  | — | —  | —  |
| 2017–2018  | Ottawa Valley Titans U15 AAA  |            | 30 | 49 | 34 | 83 | 40  | 11 | 17 | 6 | 23 | 18 |
|            | Pembroke Lumber Kings U18 AAA |            | 4  | 2  | 3  | 5  | 2   | —  | —  | — | —  | —  |
| 2018–2019  | Pembroke Lumber Kings U18 AAA |            | 41 | 47 | 32 | 79 | 109 | 8  | 7  | 8 | 15 | 14 |
|            | Pembroke Lumber Kings         | CCHL       | 5  | 3  | 4  | 7  | 6   | —  | —  | — | —  | —  |
| 2019–2020  | Peterborough Petes            | OHL        | 57 | 29 | 13 | 42 | 31  | —  | —  | — | —  | —  |
| 2020–2021  | EHC Olten                     | SL         | 13 | 9  | 2  | 11 | 6   | 4  | 2  | 5 | 7  | 4  |
| 2021–2022  | Anaheim Ducks                 | NHL        | 1  | 1  | 1  | 2  | 0   | —  | —  | — | —  | —  |
| NHL totalt | NHL totalt                    | NHL totalt | 1  | 1  | 1  | 2  | 0   | —  | —  | — | —  | —  |

### Internationellt
| Källa: Uppdaterad: 2021-10-14 | Källa: Uppdaterad: 2021-10-14 | Källa: Uppdaterad: 2021-10-14 |         | Utv = Utvisningsminuter | Utv = Utvisningsminuter | Utv = Utvisningsminuter | Utv = Utvisningsminuter | Utv = Utvisningsminuter |
| År                            | Lag                           | Mästerskap                    | Matcher | Mål                     | Assists                 | Poäng                   | Utv                     |                         |
| ----------------------------- | ----------------------------- | ----------------------------- | ------- | ----------------------- | ----------------------- | ----------------------- | ----------------------- | ----------------------- |
| 2021                          | Kanada                        | U18-VM                        | 7       | 5                       | 6                       | 11                      | 10                      |                         |
| Junior totalt                 | Junior totalt                 | Junior totalt                 | 7       | 5                       | 6                       | 11                      | 10                      |                         |